# 联邦政府招收海外学生院校及课程注册登记

CRICOS標誌

联邦政府招收海外学生院校及课程注册登记（英語：Commonwealth Register of Institutions and Courses for Overseas Students，缩写作 CRICOS），是澳洲聯邦政府用于登記所有海外學生提供的教育服務的院校及所提供課程的系統。每個在此系統登記的院校都會有一個唯一的CRICOS號碼。